# Inocencio Junquera
El general Inocencio Junquera, político filipino, fue gobernador de la provincia de Cebú desde 1893 hasta 1895.
Era un defensor de la separación Iglesia-Estado y, por eso, no era popular entre los frailes españoles. El gobernador quería construir un teatro para los cebuanos pero los frailes lo bloquearon su plan y erigieron un monumento religioso en el lote donde el general planeaba construir el teatro. Después los frailes anunciaron categóricamente que el monumento no se puede destruir porque ya lo ha sido bendecido y propagaron rumores que el general gravará al pueblo para financiar su proyecto. En realidad, el general usó su propio dinero para financiar el teatro.
Frente a esta oposición religiosa, el general simplemente movió el sitio del nuevo teatro.
- Datos: Q6036473